# 杀戮地带3
《杀戮地带3》是一部PlayStation 3独占的第一人稱射擊游戏，于2010年E3展首次展出，并于2011年2月22日于北美首发。该游戏为“杀戮地带”系列的第四部作品，是系列中第一部使用立体3D和PlayStation Move的游戏。